# Niemodlin
Niemodlin (niem. Falkenberg O.S., Falkenberg Oberschlesien, śl. Ńymodlin) – miasto w województwie opolskim, w powiecie opolskim, siedziba gminy miejsko-wiejskiej Niemodlin. Położone na Górnym Śląsku.

## Geografia
Niemodlin jest położony na obszarze Równiny Niemodlińskiej, w pobliżu Borów Niemodlińskich. Przez miasto przepływa Ścinawa Niemodlińska, która w okolicach Lewina Brzeskiego wpływa do Nysy Kłodzkiej.

## Nazwa
Pierwotna nazwa Niemodlim pochodzi od imienia pierwszego właściciela lub zasadźcy Niemodlima. Miejscowość wzmiankowana po raz pierwszy w łacińskim dokumencie z 1224 roku wydanym przez księcia śląskiego Kazimierza I opolskiego, gdzie zanotowana została w zlatynizowanej formie „Nemodlina villa” (pol. wieś Niemodlin lub wieś Niemodlina). Dnia 28 maja 1260 w łacińskim dokumencie Władysława opolskiego wydanym w Raciborzu miejscowość wymieniona jest jako wieś villa Niemodlim oraz villa Niemodlin.
W 1295 (lub 1305 – data jest niepewna) w księdze łacińskiej Liber fundationis episcopatus Vratislaviensis (pol. Księga uposażeń biskupstwa wrocławskiego) miejscowość wymieniona jest jako Nemodlim alias Falkenberg. Kronika wymienia również miejscowości, które zostały wchłonięte przez miasto Wessele jedną z obecnych dzielnic Niemodlina Wesele, Lypno dzisiejszą dzielnicę Lipno. Stephani villa dzisiejsze Szczepanowice. W roku 1613 śląski regionalista i historyk Mikołaj Henel z Prudnika wymienił miejscowość w swoim dziele o geografii Śląska pt. Silesiographia podając jej łacińską nazwę: Falcoberga.
XIX-wieczne niemieckojęzyczne źródła wielokrotnie wymieniają polską nazwę miasta obok niemieckiej. Opis Królestwa Prus z 1819 roku notuje dwie nazwy „Falkenberg (Niemodin)”. W alfabetycznym spisie miejscowości Prowincji Śląsk wydanym w 1830 roku we Wrocławiu przez Johanna Knie miejscowość występuje pod nazwą niemiecką Falkenberg oraz polską Niemodlin. Nazwę Niemodlin w książce „Krótki rys jeografii Szląska dla nauki początkowej” wydanej w Głogówku w 1847 wymienił śląski pisarz Józef Lompa. Nazwy Niemodlin oraz Falkenberg wymienia również w 1896 roku śląski pisarz Konstanty Damrot.
Słownik geograficzny Królestwa Polskiego wydany na przełomie XIX i XX wieku notuje nazwę miasta pod polską nazwą Niemodlin oraz niemiecką Falkenberg.
Obecną nazwę zatwierdzono urzędowo 19 maja 1946.

## Historia

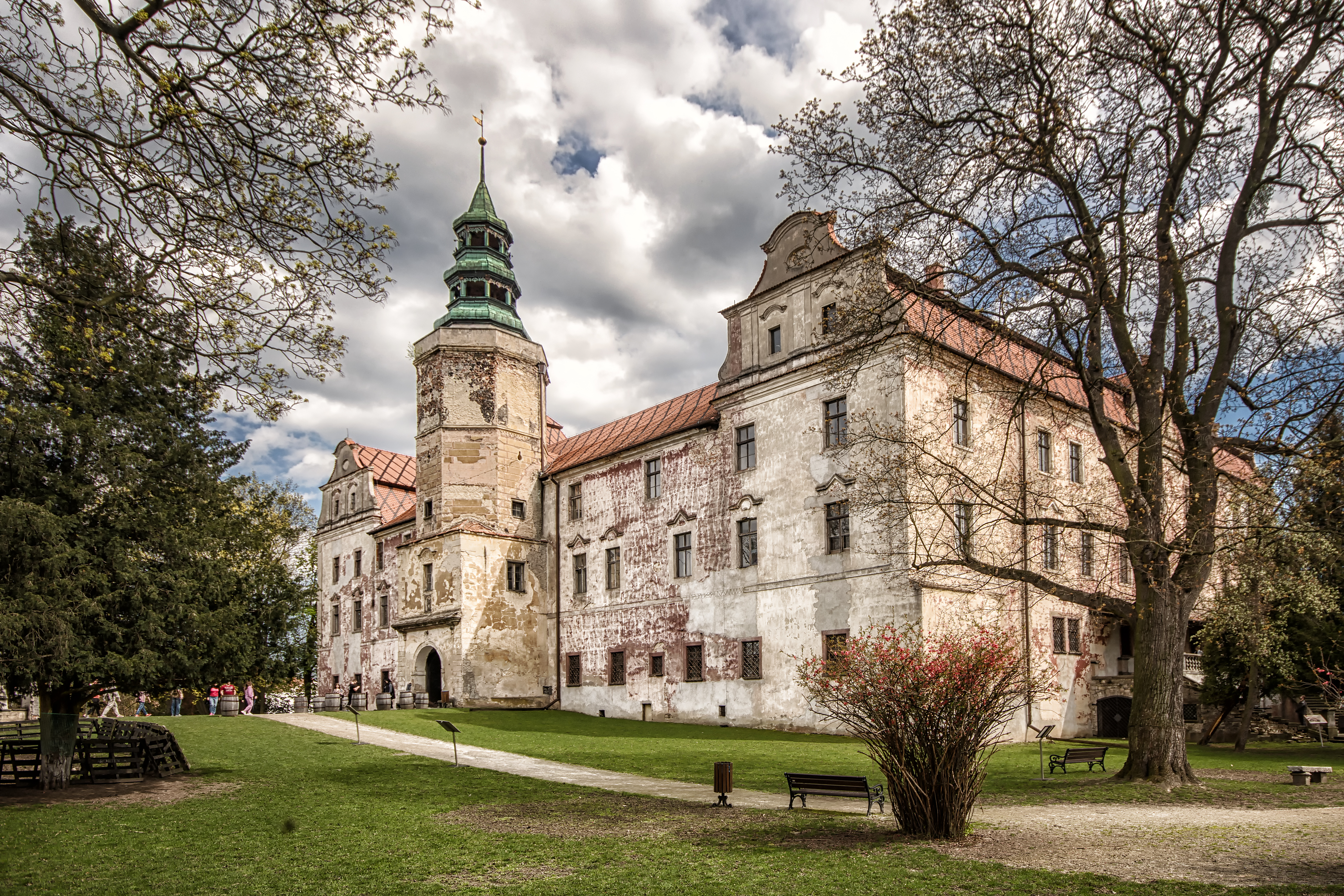
Zamek w Niemodlinie

Sam Niemodlin istniał już prawdopodobnie w X wieku jako osada targowa. Według legendy, św. Wojciech podczas swojej podróży misyjnej zatrzymał się tutaj i zaczął budować kościół (przez miasto przebiegał główny szlak do Pragi i Brna). Miasto powstało przed rokiem 1224, a prawa miejskie uzyskało w 1283 roku. Najstarsza potwierdzona wzmianka o Niemodlinie pochodzi z 1224 roku. Prawa miejskie zostały nadane przez księcia Kazimierza, w zamian za koszty poniesione przy otaczaniu zamku opolskiego wysokim murem. Miasto w 1313 roku stało się siedzibą księstwa niemodlińskiego i pozostawało nią do 1460 roku.
W XVIII wieku Niemodlin podlegał inspekcji podatkowej w Prudniku. Od 1779 do końca II wojny światowej miasto należało do hrabiów von Praschma. Głównym źródłem utrzymania mieszkańców w czasach feudalnych było rolnictwo oraz leśnictwo. Na początku XIX wieku powstała w mieście fabryka lin oraz Browar Niemodlin. Od czasu wojen śląskich do 1945 r. miasto należało do Królestwa Prus i od 1871 r. do Cesarstwa Niemieckiego i nosiło nazwę Falkenberg (Falkenberg O.S., O/Schl. itp.); w okresie międzywojennym stacjonował tutaj Batalion Wartowniczy Falkenstein (niem. Wach-Bataillon Falkenstein).
Od 1816 do 1945 Niemodlin był siedzibą starostwa (Landkreis Falkenberg O.S.), po którym pozostała m.in. dawna siedziba (obecnie zajęta przez bank). Miasto było również siedzibą powiatu w okresie powojennym w latach 1946–1975. Po reaktywacji powiatów w 1999 roku, ziemie byłego powiatu włączono do powiatu opolskiego oraz częściowo do powiatów nyskiego i brzeskiego.
Po zakończeniu II wojny światowej Niemodlin znalazł się w granicach Polski.
1 grudnia 1945 do Niemodlina włączono gminy Szczepanowice i Wesele.
6 kwietnia 1945 Ministerstwo Bezpieczeństwa Publicznego utworzyło Centralne Obozy Pracy. Obóz MBP nr 142, powstały w Niemodlinie miał status obozu przejściowego, następnie został przekształcony w obóz pracy. Przetrzymywano w nich Ślązaków i Niemców oraz byłych członków SS I Wehrmacht. Do obozu trafiali także powracający do Polski żołnierze tzw. armii Andersa, którzy wstąpili do niej po dezercji z Wehrmachtu, do którego wcielono ich wcześniej w ramach volkslisty oraz żołnierze polskiego podziemia niepodległościowego.
W 1982 działacze prudnickiej opozycji demokratycznej Jan Naskręt i Eugeniusz Wyspiański wykonali około 2,5 tysiąca ulotek z napisem „Solidarność zwycięży”, które zostały rozwieszone przez Stanisława Żądło m.in. w Głubczycach, Niemodlinie i na murach ZPB „Frotex” w Prudniku.

## Zabytki

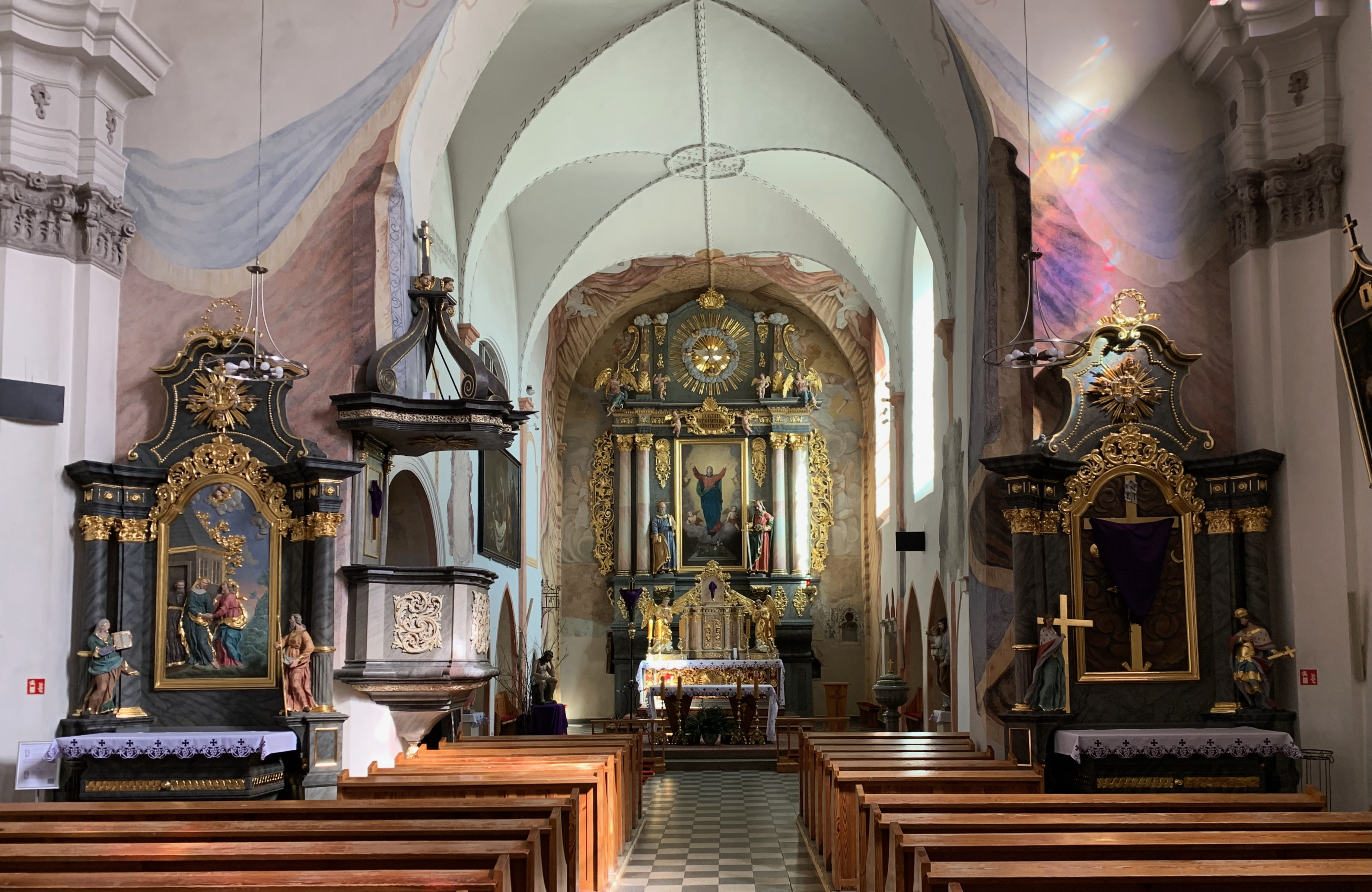
Wnętrze kościoła Wniebowzięcia NMP w Niemodlinie

Do wojewódzkiego rejestru zabytków wpisane są:
- miasto w ramach średniowiecznego założenia, w tym unikatowy wrzecionowaty rynek z zespołem kamieniczek pochodzących głównie z XVIII i XIX w., choć są wśród nich też starsze
- kościół pw. Wniebowzięcia Najświętszej Marii Panny, gotycki, z poł. XIII – XIV w. z przekształceniami barokowymi, zbudowany na początku XIII w. (prezbiterium), rozbudowany w wieku XV o nawę i wieżę. Część wyposażenia wewnątrz kościoła (ambona, ołtarze i rzeźby) z XVII i XVIII wieku. Renesansowy dzwon z 1522 roku. Ogrójec w południowej ścianie prezbiterium kościoła z rzeźbami pochodzącymi z XVIII w. Kościół jest siedzibą parafii,
- zespół plebanii: plebania, z XV w., 1803 r., organistówka, z poł. XIX w.
- zespół zamkowy, z XIV/XV w., XVI w., XVIII w.: oficyna i zabudowania stajenne, barokowy budynek bramy prowadzący do zamku, most zamkowy, mur z bastejką, park
  - Zamek w Niemodlinie wybudowany przez księcia Bolesława Niemodlińskiego około roku 1313 w miejscu drewnianego grodu kasztelańskiego. W XIV i XV wieku wielokrotnie przebudowywany i rozbudowywany. W 1552 roku zniszczony przez pożar. Odbudowa ruszyła dopiero około roku 1573. Około 1740 roku przekształcony w pałac w stylu późnobarokowym. W latach 1869–1873 przebudowany przez architektów z Drezna i Düsseldorfu. Całość założenia utrzymana w stylu renesansowym.
- mury obronne, fragmenty w południowej części miasta. Mury wzniesione w XV wieku. Pierwotnie miały dwie bramy: Opolską i Nyską. Znaczną część murów zburzono w 1860 roku. Zachowały się pozostałości ganków strzelniczych,
- arsenał, ul. Bohaterów Powstań Śląskich 7, z XVII w.,
- domy, ul. Bohaterów Powstań Śląskich 3, 5, 10, 11, 13, 18, z XVIII w., XIX w., XX w.
- zajazd, obecnie dom mieszkalny, ul. Brzeska 1, z pocz. XIX w., XX w.
- dom, ul. Drzymały 2, z 1600 r., XX w.
- domy, Rynek 1, 2, 3, 10, 11, 18, 20, 21, 23, 34, 39, 41, 43, 45, 46, 47, 48, 49, 50, 53, Rynek / Szewska 1, z poł. XVIII w. – XX w.

inne zabytki:

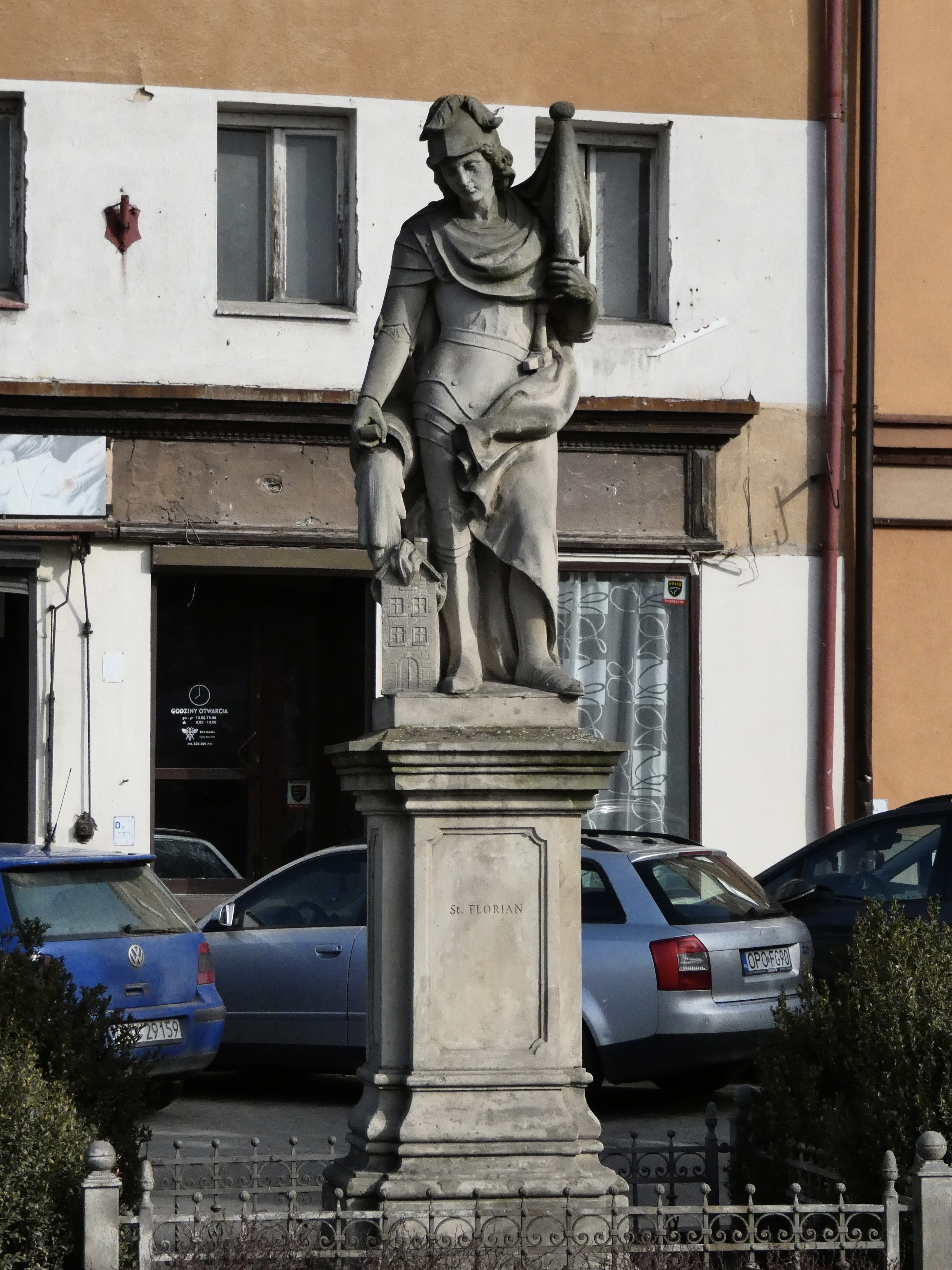
Statua św. Floriana na rynku w Niemodlinie

- dawny ratusz, budynek mieszkalny oznaczony numerem 51. Zbudowany na początku XIX wieku zastąpił stary ratusz istniejący niegdyś w centralnej części rynku. Piwnice zachowały sklepienia kolebkowe
- kuta latarnia z początku XX w. stojąca w miejscu dawnego pręgierza na placu przed kościołem
- zbrojownia z XVII w.
- na skwerze w rynku figura św. Floriana pochodzący z XIX w.
- Kaplica Pustelnika z XVIII w. znajdująca się na terenie Parku w Lipnie, pozostałość po zwierzyńcu i parku krajobrazowym koło Niemodlina
- kapliczka Madonny z Dzieciątkiem w pobliżu Bramy Niemodlińskiej i basenu kąpielowego, pochodząca z 1909 r.
- cmentarz żydowski.

## Demografia
Według danych z 31 grudnia 2012 miasto liczy 6496 mieszkańców.

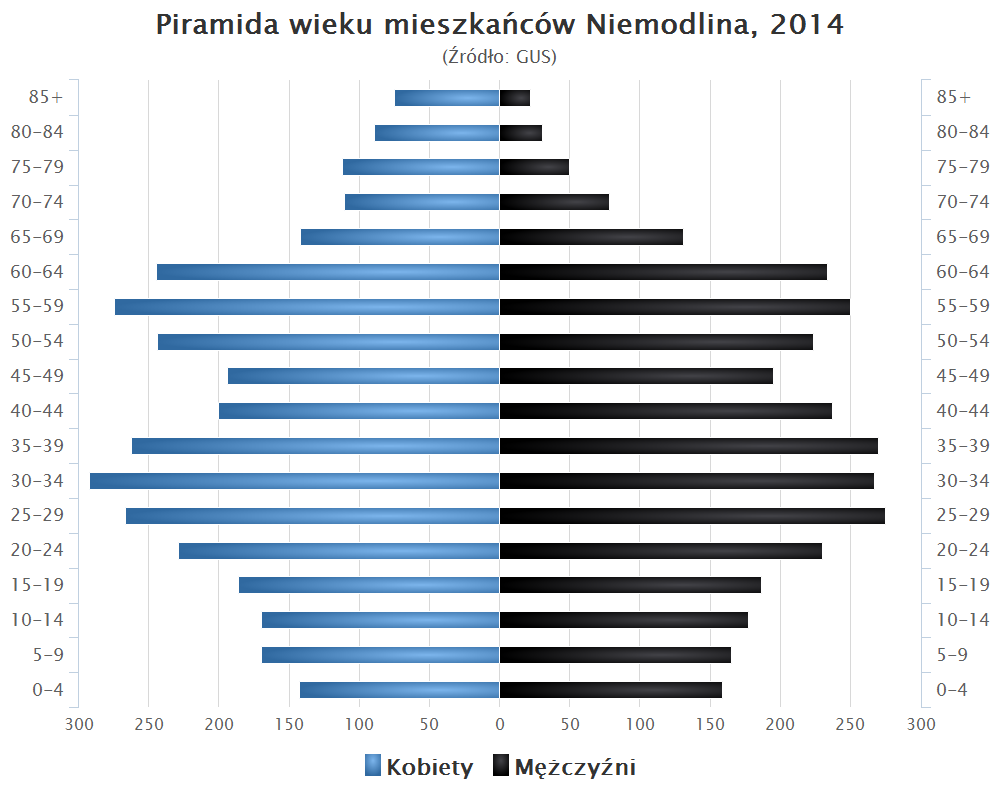
Piramida wieku mieszkańców Niemodlina w 2014 roku

## Sport
W Niemodlinie działa klub sportowy MKS Sokół Niemodlin, założony w 1951 roku pod nazwą Orzeł Niemodlin. W sezonie 2012/2013 piłkarze tego klubu występują w II grupie opolskiej klasy „A”. W sezonie 2012/2013 zespół awansował do klasy okręgowej OZPN Opole.

## Transport
Od 2021 r. droga krajowa nr 46 omija miasto od południowego wschodu obwodnicą. Przez Niemodlin przechodzi linia kolejowa nr 329 (Szydłów – Gracze (Lipowa Śląska)) ze stacją Niemodlin. Kursowanie pociągów pasażerskich zawieszono 1 lutego 1996. Od tamtej pory docierały tu tylko pociągi towarowe wywożące bazalt z kopalni bazaltu w Graczach.

## Wspólnoty wyznaniowe
- Kościół rzymskokatolicki:
  - parafia Wniebowzięcia Najświętszej Maryi Panny
- Świadkowie Jehowy:
  - zbór Niemodlin (Sala Królestwa ul. Wojska Polskiego 12A)[22]

## Współpraca międzynarodowa
Miasta partnerskie:
- Vechelde
- Dolina
- Štíty